# Битва під Кессельсдорфом
Битва під Кессельсдорфом (нім. Schlacht bei Kesselsdorf) — остання вирішальна битва між прусськими та союзними саксонсько-австрійськими військами під час Другої сілезької війни, що відбулась західніше Дрездена 15 грудня 1745 року в межах війни за австрійську спадщину. Результатом стало підписання дрезденського миру.

## Передумови

### Друга Сілезька війна
5 червня 1744 року Пруссія підписала союзницький договір з Францією, що перебувала у стані війни з Австрією. Підписанням того договору Фрідріх II зобов'язувався вже у серпні також вступити до війни, і 1 липня він розпочав мобілізацію своїх військ.
5 серпня його міністр Валленрот прибув до саксонського курфюрста Августа II та зажадав пропустити через Саксонію прусські війська, що прямували до Богемії з метою захоплення Праги. Отримавши згоду, 10 серпня Пруссія оголосила Австрії війну, що отримала назву «Другої Сілезької». Попри те, що пруссакам дозволили просування через Саксонію, саксонський уряд, відповідно до договору з Австрією про взаємодопомогу в разі війни, наважується надіслати їй збройну допомогу числом 20 тисяч солдатів. До грудня 1745 року склалося так, що противники мали зійтись у битві у безпосередній близькості від саксонської столиці. Кессельсдорф — село, в якому розташовувався лівий фланг саксонсько-австрійських військ і вся їхня важка артилерія, що брала участь у битві.

### Два дні до битви
До 13 грудня 1745 року прусські війська, розділені на дві армії, перебували приблизно за 20 км від Дрездена: одна, під командуванням князя Леопольда, на лівому березі Ельби в районі Майсена; друга, під проводом короля Фрідріха II, на правому березі — в районі Кенігсбрюка. Те, що Фрідріх II почне наступ на Дрезден, було малоймовірним, оскільки для того, щоб заволодіти містом, йому спочатку було необхідно форсувати Ельбу, тим більше він мав менше військ.
Хоча такий перебіг подій військова рада союзників у Дрездені не виключала, було вирішено, залишивши у місті 3-тисячний гарнізон, висунути війська проти армії князя Леопольда. Союзники ухвалили рішення розташувати свої війська між Кессельсдорфом та Ельбою, перекривши «стару» дорогу з Мейсена в Дрезден, що проходила через Вільсдруфф, Кауфбах, Штайнбах, Целльмен і Пернніх, та якою, ймовірно, князь Леопольд мав вести свої війська на Дрезден.
Того ж дня саксонсько-австрійські війська зайняли бойові позиції, провівши, таким чином, до дня битви майже дві доби на морозі в наметах, що погано опалювались. Вчинити інакше командування не вбачало можливим, оскільки було невідомо, як швидко пруссаки подолають відстань від Майсена до місця, обраного для битви (близько 15 км), тобто, інакше створювалась загроза, що саксонсько-австрійські формування, розквартировані у селах і передмістях Дрездена й віддалені на значні відстані одне від одного, могли бути не зібрані на позиції в потрібний момент.
Поразки й відступи останніх місяців, погане забезпечення продовольством, дровами для опалення й фуражем, а також затримки з виплатою коштів погано вплинули на моральний стан союзницьких військ. До того ж їхнє становище обтяжувалось більш вигідним стратегічним розташуванням прусських військ і неможливістю використання для оборони Дрездена його застарілих укріплень.
Єдиним позитивним моментом для союзників було прибуття 14 грудня до Дрездена армії принца Карла, що, як мінімум, проти армії князя Леопольда давала перевагу в особовому складі (армія принца Карла за нез'ясованими причинами в битві під Кессельсдорфом участі не брала).
Таким чином, до 14 грудня противники мали такі сили.
- Пруссія:
  - армія короля Фрідріха II — 27 батальйонів піхоти, 40 ескадронів кінноти,
  - армія князя Леопольда — 35 батальйонів піхоти, 95 ескадронів кінноти (бл. 33 400 вояків).
- Саксонсько-австрійські війська:
  - армія фельдмаршала Рутовського (з австрійським корпусом генерала Грюнне) — 39 батальйонів піхоти, 49 ескадронів кінноти, 4 полки уланів (разом близько 33 900 вояків),
  - гарнізон Дрездена — бл. 3000 вояків,
  - армія принца Карла (з допоміжним саксонським корпусом) — бл. 18 800 вояків.

## Перебіг битви

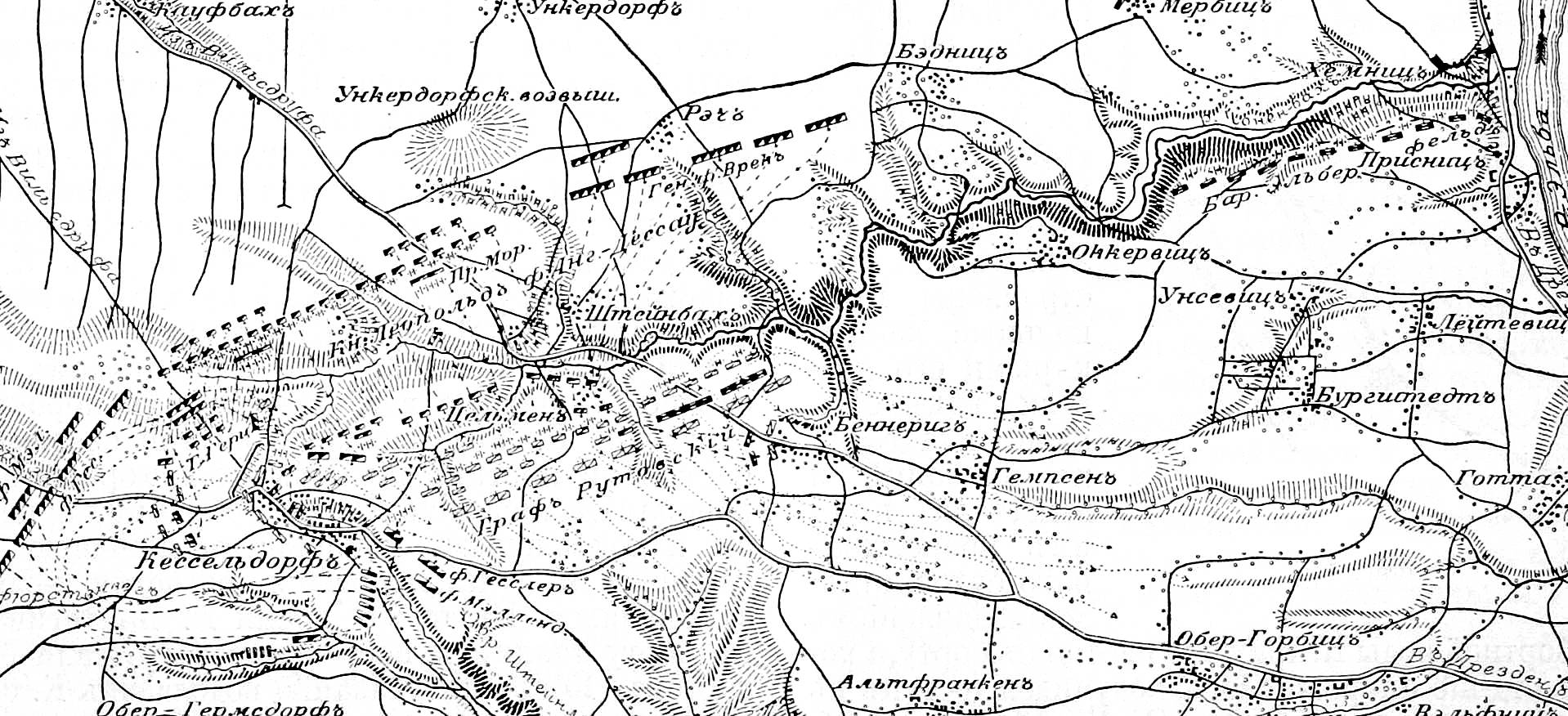
План битви

14 грудня князь Леопольд віддав розпорядження про висування своїх військ з Майсена чотирма маршовими колонами. Вранці 15 грудня вони дістались Вільсдруффа (приблизно за 6 км від Кессельсдорфа), де о 9 годині передовий загін пруссаків зіштовхнувся з двома ескадронами саксонської легкої кінноти генерал-лейтенанта Зибілського, відрядженого для розвідки. У бою, що зав'язався, прусські драгуни генерала Штоша змогли відбити атаку саксонських гусарів, які почали відступати до Кессельсдорфа. Переслідуючи противника, прусська кавалерія потрапила в зону досяжності саксонської важкої артилерії, зазнала обстрілу й була змушена відступити.
Об 11-й князь Леопольд, довідавшись про розташування саксонсько-австрійської армії, віддав наказ про перешикування своїх військ у бойові порядки. Від 12 години почалась артилерійська підготовка, саксонці безуспішно спробували обстріляти бойові порядки пруссаків, а пруссаки — артилерійські позиції саксонців.
Після 14 години Леопольд I віддав наказ про наступ гренадерських батальйонів правого флангу.
Свій наступ пруссаки почали силами піхотних батальйонів з центру й батальйонами правого флангу: принц Моріц з одинадцятьма батальйонами отримав наказ наступати в напрямку сіл Штайнбах і Цельмен; генерал-лейтенант Левальдт — на південну околицю Кессельсдорфа та праве крило головної артилерійської батареї саксонців; гренадерські батальйони Кляйнста, Мюхова, Плото та три ангальтських піхотних батальйони — на головну батарею з південно-західного напрямку. Одночасно на передові позиції висунулась прусська важка артилерія, що почала посилений обстріл позицій противника картеччю.
На правому фланзі під дессауський марш, повільно просуваючись засніженою місцевістю та зазнаючи величезних втрат від артилерійського та стрілецького вогню саксонців, пруссаки силами шести батальйонів, змогли досягнути й частково захопити головну батарею саксонців, відтак артилерійські обслуги полишили свої гармати й відступили за позиції гренадерів, що розташовувались за 10 метрів позаду, на околиці села.
Саксонський генерал-лейтенант Вільстер з двома батальйонами гренадерів (саксонським майора Гфіга й австрійським під командуванням Ле Феє) вдався до контратаки, в результаті якої союзникам удалось вибити пруссаків з батареї. Рештки прусських підрозділів, що втратили до половини особового складу та не чинили значного опору, почали відступати.
Після вдалої контратаки майор Гфіг віддав наказ своєму батальйону розташуватись з правого боку від батареї по лінії батальйону фризької піхоти, втім генерал Вільстер, не чекаючи на розпорядження щодо подальших дій від генерал-майора фон Альнпека, який командував лівим флангом оборони Кессельсдорфа, віддав наказ майору Гфігу й обер-лейтенанту фон Фойгту, який командував батальйоном Ле Феє, про переслідування противника, що відступав. Таке рішення було спричинене, крім іншого, можливістю заволодіти прусською батареєю легкої артилерії, що в результаті невдалої атаки пруссаків опинилась без прикриття. Переслідуючи ворога, їм удалось захопити прусську батарею та просунутись приблизно на 600 метрів уперед. Але при цьому вони залишились без флангового прикриття й опинились між позиціями пруссаків і власної артилерії, чим ускладнили артилеристам ведення вогню. А за якийсь час саксонська батарея взагалі була змушена припинити обстріл противника на лівому фланзі, оскільки в зоні ураження опинились ще три батальйони саксонської піхоти (Брюггена, Юттеродта й Герсдорффа), що почали висуватись для флангового прикриття гренадерів.
Прусські вояки скористалися з ситуації, що склалась, кинувши в бій свою кінноту, яка відтіснила саксонську кінноту з поля бою. Водночас прусська піхота завдала удару в праве крило та центр саксонців, які почали безладно відступати в бік Дрездена.